# Vícov
Vícov är en ort i Tjeckien.   Den ligger i regionen Olomouc, i den östra delen av landet, 190 km öster om huvudstaden Prag. Vícov ligger 363 meter över havet och antalet invånare är 454.
Terrängen runt Vícov är platt österut, men västerut är den kuperad. Terrängen runt Vícov sluttar brant österut. Runt Vícov är det tätbefolkat, med 297 invånare per kvadratkilometer. Närmaste större samhälle är Prostějov, 11,1 km öster om Vícov. Trakten runt Vícov består till största delen av jordbruksmark.